# Pact van Vilnius en Radom

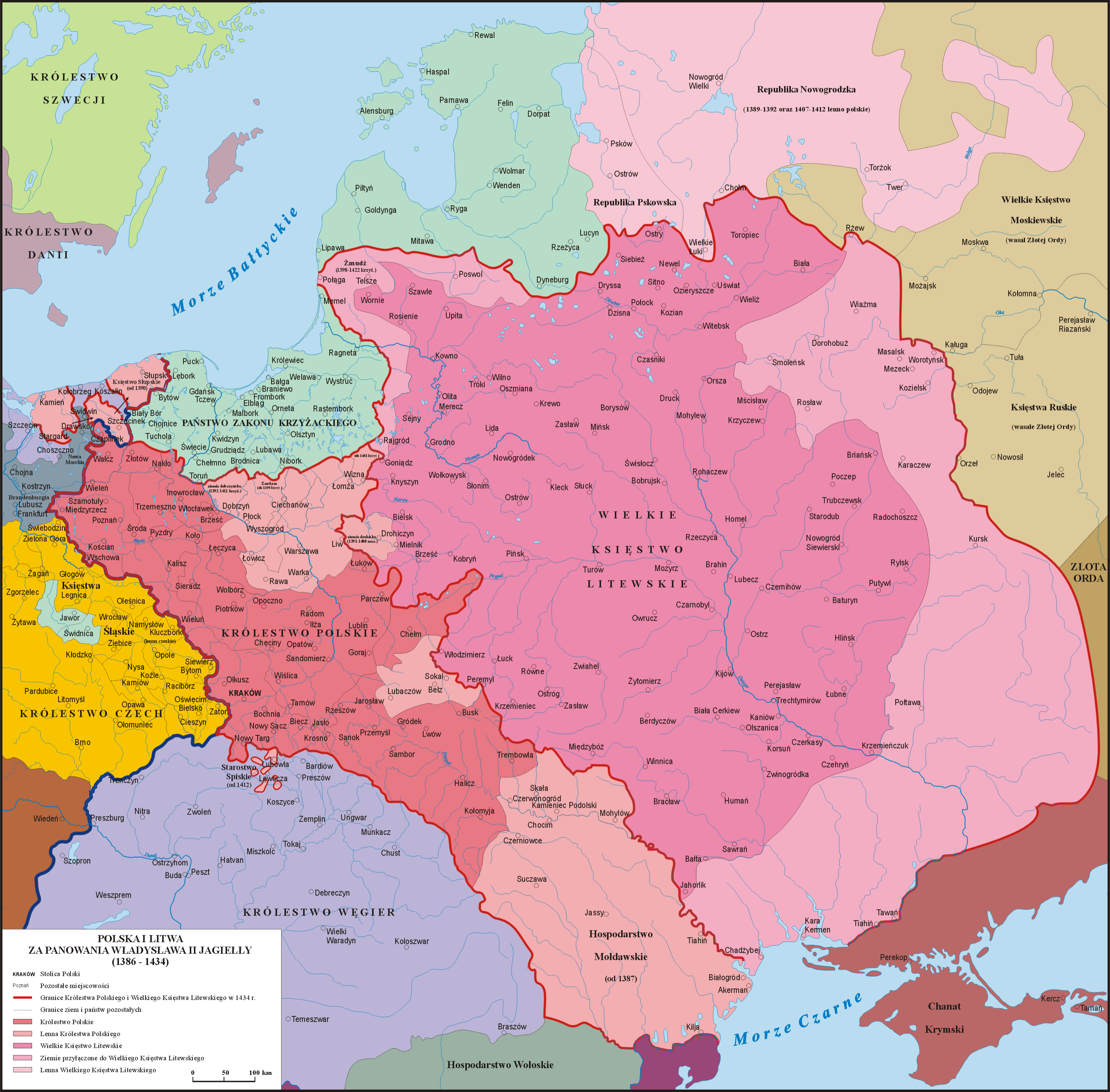
Kaart van Polen-Litouwen in de periode 1386 - 1434.

Het Pact van Vilnius en Radom (Pools: Unia wileńsko-radomska, Litouws: Vilniaus-Radomo sutartis) was een reeks overeenkomsten tussen het groothertogdom Litouwen en het koninkrijk Polen die in januari 1401 werden afgesproken in Vilnius en later door de Poolse kroonraad in Radom werd geratificeerd.

## Achtergrond
Na de Unie van Krewo werd het koninkrijk Polen en het groothertogdom Litouwen in een personele en politieke unie onder koning Jogaila en Hedwig van Polen. Het verdrag van Krewo werd echter verbroken in 1400 toen koningin Hedwig overleed en Jogaila kinderloos achterbleef. Zodoende moest er een nieuw mechanisme bedacht worden voor de toekomstige opvolging.

## Overeenkomsten
De Poolse en Litouwse baronnen kwamen daarop in afzonderlijke kampen bijeen in respectievelijk Vilnius en Radom en zij spraken af dat er in de toekomst niets besloten zou worden zonder onderling overleg. Tevens werd bepaald dat Vytautas levenslang over Litouwen mocht regeren en als Jogaila kinderloos zou sterven moest men met wederzijdse instemming over de toekomst van de twee rijken beslissen.

## Nasleep
In 1413 werd een nieuw verdrag gesloten tussen beide landen in de Unie van Horodło. De reeks overeenkomsten zou in de loop van de vijftiende en zestiende eeuw alleen maar meer worden tot de samenvoeging van beide landen in de Unie van Lublin tot de Pools-Litouwse Gemenebest.